# Microphthalma ruficeps
Microphthalma ruficeps là một loài ruồi trong họ Tachinidae.